# طیف‌سنجی جذب اتمی

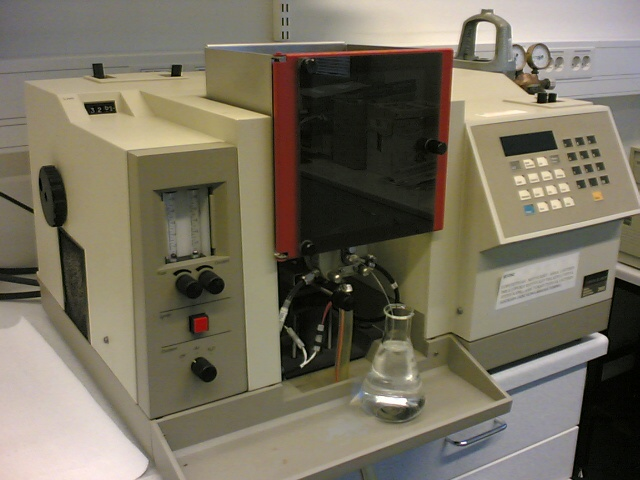
طیف‌سنج جذب اتمی

طیف‌سنجی جذب اتمی (AAS) یک روش طیف‌سنجی برای اندازه‌گیری کمّی عناصر شیمیایی با استفاده از جذب پرتو نوری توسط اتم در حالت گازی است. در شیمی تجزیه این تکنیک برای تعیین غلظت یک عنصر خاص در یک نمونه مورد استفاده قرار می‌گیرد. این روش می‌تواند برای تعیین مقدار کمی بیش از ۷۰ نوع از عناصر مختلف مورد استفاده قرار گیرد. البته حد تشخیص برای همهٔ آن ۷۰ عنصر مناسب نیست مثلاً اگرچه اندازه‌گیری اورانیم در نرم‌افزار دستگاه جذب اتمی وارد شده‌است اما کمترین غلظتی که می‌توان اندازه‌گیری کرد در حدود ۵۰۰ ppm است که مقدار بزرگی است؛ بنابراین این روش دستگاهی را می‌توان برای اندازه‌گیری حدود ۳۰ عنصر با حد تشخیص مناسب (زیر ۱ ppm) به‌کار برد.

## طیف‌سنجی
طیف‌سنجی (یا طیف‌نمایی یا اسپکتروسکوپی) مطالعٔه ماده و خواص آن، با بررسی نور، صوت و ذرات گسیل‌شده، جذب‌شده یا پراکنده‌شده از مادهٔ مورد نظر است. طیف‌سنجی به عنوان مطالعهٔ برهم‌کنش بین نور و ماده نیز تعریف می‌شود. از لحاظ تاریخی طیف‌سنجی به شاخه‌ای از علم برمی‌گردد که برای مطالعات نظری در ساختار ماده و آنالیزهای کیفی و کمی از نور مرئی استفاده می‌شد. در حال حاضر طیف‌سنجی به عنوان یک تکنیک جدید نه فقط برای نور مرئی بلکه برای بسیاری از تابش‌ها با طول موج‌های متفاوت به کار برده می‌شود. 

## طیف‌سنجی جذب اتمی
طیف‌سنجی جذب اتمی یکی از روش‌های طیف‌سنجی است که به‌وسیلهٔ آن می‌توان با دقت بالایی غلظت عناصر فلزی موجود در یک نمونه را تعیین نمود.
کوانتومتر دستگاه طیف‌سنجی نشری است که در آنالیز فلزات در ریخته‌گری و متالورژی و صنایع و معادن کاربرد دارد. نسل جدید دتکتورهای پیشرفته CMOS هستند که توانایی آنالیز نافلزها از قبیل کربن، گوگرد، فسفر و … دارد که کیفیت و دقت بسیار بالایی نسبت به دتکتورهای قدیمی pt و ccd دارد. هر عنصر لامپ کاتد توخالی مخصوص به‌خود را دارد؛ یعنی برای اندازه‌گیری یک عنصر فلز سنگین لامپ مخصوص خودش را در دستگاه می‌گذاریم. چون نواحی جذب آن‌ها متفاوت است.

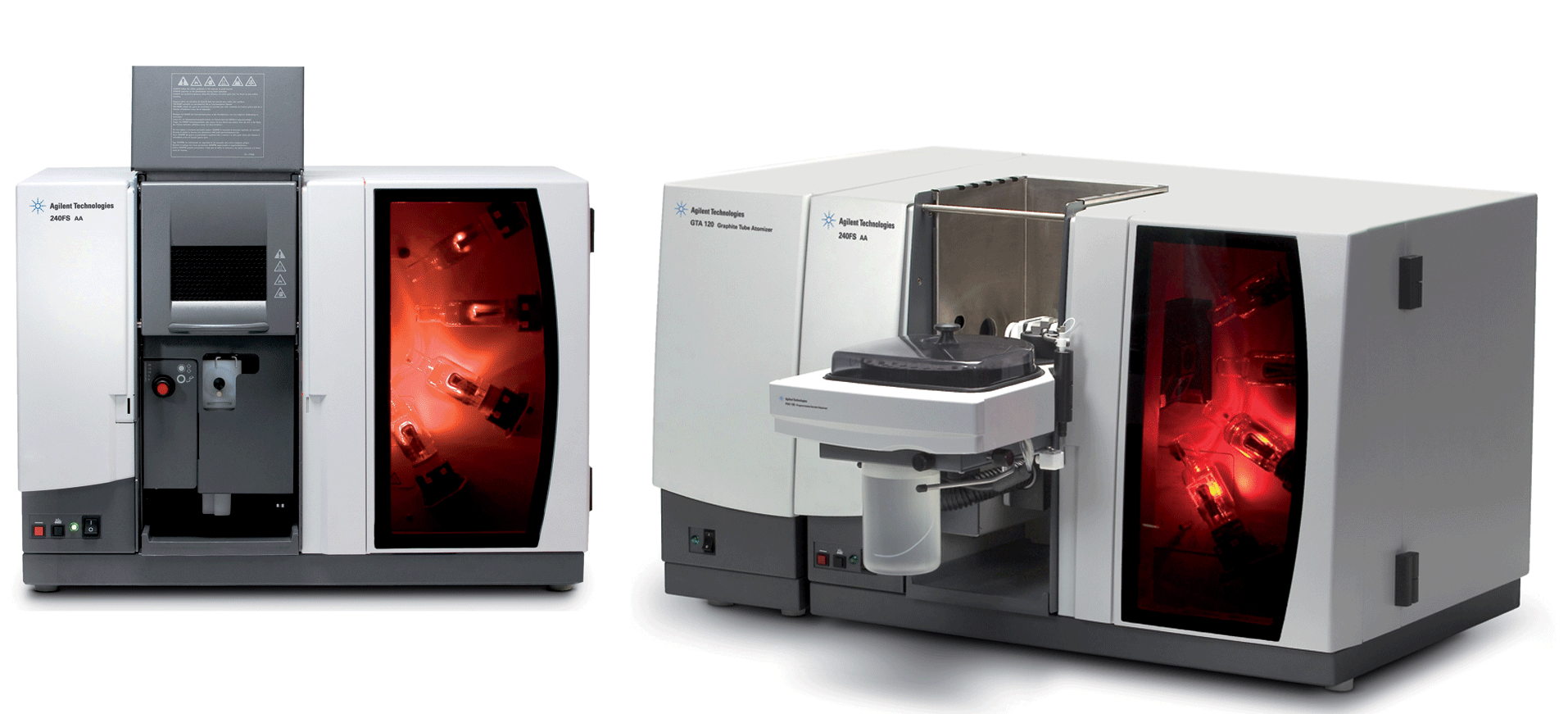
اسپکترومتر جذب اتمی محصول شرکت اجیلنت

## اصول پایهٔ طیف‌سنجی جذب اتمی
1. همهٔ اتم‌ها می‌توانند نور جذب کنند.
2. طول موج نوری که جذب می‌شود برای هر عنصر متفاوت بوده و مختص همان عنصر است.
3. میزان نور جذب‌شده مستقیماً به غلظت اتم‌های جذب‌کنندهٔ نور یا به عبارتی به غلظت عنصر مورد نظر در نمونهٔ محلول، بستگی دارد.

در تجزیهٔ جذب اتمی، مادهٔ مورد اندازه‌گیری باید به حالت عنصری کاهش یابد، تبخیر شود و سر راه شعاع تابش منبع، قرار گیرد. در این فرایند نمونه‌ها باید به‌صورت محلول باشند. در اولین قدم آزمایش، محلولِ حاوی عنصر مورد نظر، به‌وسیلهٔ یک شعله که به‌عنوان مثال با هوا و استیلن می‌سوزد در دمای ۲۰۰۰ درجهٔ سلسیوس (دمایی پایین‌تر از طیف تابشی) بخار می‌شود. در اثر بخار شدن، قسمت اعظم عناصر موجود در محلول به حالت خنثی در می‌آیند و پرتوی تابش‌شده از لامپ‌های کاتدی (لامپ مخصوص برای هر عنصر) توسط اتم‌های خنثی‌شده، جذب می‌شود. در این حالت شدت پرتوی تابش اولیه کمتر می‌شود. تفاوت شدت دو پرتوی تابشی و خروجی معیار غلظت عناصر موجود در محلول است.
عیب اصلی این تکنیک، وجود نیاز به یک لامپ منبع جداگانه برای هر عنصر مورد تجزیه است. برای رفع این نقیصه کوشش‌هایی به عمل آمده‌است تا یک منبع پیوسته به همراه یک تکفام‌ساز (تکفام‌ساز، جلوی منبع نور قرار می‌گیرد و طول موج مورد نظر را عبور می‌دهد) با قدرت جداکنندگی بسیار بالا به‌کار گرفته شود. اما این تکنیک به اندازهٔ به‌کارگیری یک لامپ مخصوص برای هر عنصر رضایت‌بخش نیست.

### اساس روش
اساس این تکنیک، استفاده از دستگاه جذب برای ارزیابی غلظت آنالیت در نمونه است؛ پس نیازمند رابطه‌ای بین میزان نور جذب‌شده توسط نمونه و غلظت نمونه هستیم که همان قانون بیر-لامبرت است. به‌طور خلاصه الکترون‌های اتم‌ها با جذب طول موج مشخصی (انرژی) می‌توانند به سطوح بالاتر انرژی بروند و برای مدت کوتاهی به حالت برانگیخته در بیایند. می‌دانیم که این مقدار انرژی جذب‌شده برای هر اتم با اتم دیگر متفاوت است. به زبان دیگر هر عنصری فقط به یک طول موج مشخص پاسخ می‌دهد. باریک بودن پرتو نور در این روش موجب می‌شود تا انرژی خاصی تولید شود و این روش، بسیار دقیق و انتخاب‌پذیر باشد.
هنگامی که اتم برانگیخته به حالت پایه برمی‌گردد طول موج مشخصی از خود ساطع می‌کند. با اندازه‌گیری میزان جذب نمونه و رسم منحنی کالیبراسیون و قانون بیر-لامبرت پی به میزان مجهول در نمونه می‌بریم.

### آشنایی با دستگاه
این دستگاه دارای ۵ قسمت اساسی است:
1. منبع تابش؛ از مهم‌ترین خصوصیاتش توانایی تولید باریکه‌ای از تابش با توان کافی و پایدار است. منابع در این روش باید خطی باشند مثل هالو کاتد لامپ‌ها (Hollow cathode lamps)
2. اتم‌ساز
3. مونوکروماتور (تکفام‌ساز)
4. دتکتور
5. ثبات

## کاربردها
- آنالیز ناخالصی‌های ناچیز در آلیاژها و معرف‌های مورد استفاده در پروسهٔ تولید.
- آنالیزهای مربوط به آب
- آنالیز نمونه‌های تهیه‌شده در تماس مستقیم با هوا.
- آنالیز مستقیم جامداتی چون سنگ‌های معدن‌ و فلزات.

## نمونه‌ها
- دستگاه جذب اتمی برای اندازه‌گیری فلزات استفاده می‌شود و نمونه‌هایی که به دستگاه داده می‌شود باید به حالت محلول وجود داشته باشند. (مگر برای کارهای تحقیقاتی خاصی که نمونه را می‌توان به صورت جامد نیز آنالیز کرد که البته تجهزات مورد نیار تجاری نشده‌است) بنابراین پیش از اندازه‌گیری فلزات در هر نمونه‌ای باید آن نمونه را به‌صورت محلول درآورد؛ پس با انجام مرحلهٔ انحلال و هضم نمونه‌ها، محدودیتی در نوع نمونه وجود ندارد. (مانند آب، خاک، مواد غذایی، آلیاژها، سنگ معدن، پلاستیک و…)

## محدودیت‌ها
- حوزهٔ تشخیص از حدود قسمت در بیلیون تا قسمت در میلیون است.
- توانایی آنالیز مستقیم (بدون واسطه) گازهای نجیب، هالوژن‌ها، گوگرد، کربن یا نیتروژن را ندارد.
- حساسیت آن در حد مورد اکسیدهای دیرگداز یا عناصر موجود در کربیدها نسبت به روش طیف‌سنجی نشر پلاسمایی اتمی ضعیف است.
- اساساً یک روش تک‌جزئی (تک‌منظوره) است.

## زمان پیش‌بینی‌شده برای آنالیز
- این زمان بسیار متغیر بوده و به نوع تکنیک و اتمایزر مورد استفاده بستگی دارد.
- برای تجزیهٔ (جدایش) نمونه ممکن است حدود ۴–۸ ساعت یا زمان کمتری در حدود ۵ دقیقه صرف شود.
- زمان اصلی آنالیز از حدود ۱ دقیقه (در نوع شعله‌ای) تا کمتر از ۱ دقیقه (در نوع کوره‌ای) متغیر است.

## روش کار
برای کار با دستگاه اتمیک ابتدا کمپرسور را روشن می‌کنیم و به وسیلهٔ رگلاتور فشار سوخت و اکسیدان را تنظیم می‌کنیم. سپس کلید سمت راست را روشن کرده و بعد از آن به‌روی نرم‌افزار دستگاه دابل کلیک کرده و در صفحهٔ بازشده گزینهٔ Online را انتخاب کرده و بروی next کلیک می‌کنیم، در کادر بازشده لامپ‌ها را تنظیم می‌کنیم.
لامپ از نوع کاتد فلزی که می‌خواهیم غلظت آن را تعیین کنیم ………………. Work Lamp
برای گرم کردن لامپ ……………………………………………… Warm Up Lamp
برای تغییر موقعیت دو لامپ در صورت نیاز ………………………………. Exchange
حال که لامپ‌ها را تنظیم کردیم به‌روی گزینهٔ Next کلیک می‌کنیم. در صفحهٔ بازشده که مربوط به تنظیمات فلز مشخص‌شده در مرحلهٔ قبل است، هیچ تغییری نمی‌دهیم و بر روی گزینهٔ Next کلیک می‌کنیم. تا صفحهٔ دیگری باز شود که دستگاه در یک بازهٔ مشخص (مثلاً ۳۲۳٫۷ تا ۳۲۵٫۷ برای مس که دارای طول موج ۳۲۴٫۷ است) سرچ می‌کند و لامپ‌ها را طوری تنظیم می‌کند که دارای بیشترین انرژی باشند. (البته این مرحله کمی وقت‌گیر است و حدود ۵ الی ۱۰ دقیقه زمان می‌برد) و در آخر، نمودار را رسم کرده و نقطه‌ای که بیشترین انرژی در آن ثبت شده را انتخاب می‌کند. در اینجا Close می‌کنیم و گزینهٔ Next و در آخر Finish می‌کنیم؛ و وارد محیط نرم‌افزار می‌شویم. حال بر روی گزینهٔ Sample کلیک کرده و واحد غلظت‌ها را تعیین می‌کنیم (معمولاً PPM یا PPb) سپس محلول‌های استاندارد را تعیین کرده Next می‌زنیم و در صفحهٔ بعد تعداد نمونه‌ها را تعیین می‌کنیم و بر روی Finish کلیک می‌کنیم.
حال بر روی Fire کلیک کرده تا شعلهٔ دستگاه روشن شود و جذب نمایش داده‌شده را به‌وسیلهٔ کلیک بر روی Zero صفر می‌کنیم. سپس جذب حلال را صفر کرده و بر روی گزینهٔ measer کلیک کرده و محلول‌های استاندارد را از رقیق به غلیظ وارد کرده و پس از آن‌که جذب به یک مقدار ثابت رسید، Start می‌زنیم که دستگاه اتوماتیک۳ بار جذب را می‌خواند و میانگین آن را ثبت می‌کند. این کار را برای تمامی استانداردها انجام می‌دهیم و پس از آن نوبت به نمونه‌های با غلظت مجهول می‌رسد که باید جذب آن‌ها را ثبت کنیم، سپس نمودار کالیبراسیون را از منوی view، گزینهٔ Calibration Carve رسم می‌کنیم.
در آخر نیز برای خاموش کردن شعله کلید قرمز را فشار می‌دهیم. سپس از نرم‌افزار خارج شده و کلید دستگاه و کمپرسور را خاموش می‌کنیم و سپس شیر کپسول را می‌بندیم.
نکات مهم در مورد AAS:
- در هنگام زدن fire از خاموش بودن دکمهٔ قرمز مطمئن شویم چون در غیر این‌صورت دستگاه روشن نخواهد شد.
- مخزن آب پشت دستگاه نباید خالی باشد. باید آن را از آب پر کرد.
- کمپرسور را باید چک کرد و از وجود سوخت و اکسیدان مطمئن شد.
- در هنگام روشن کردن شعله (زدن Fire) تا حد امکان از مشعل فاصله داشت.

## مطالعهٔ بیشتر
- B. Welz, "Atomic Absorption Spectroscopy" , Verlahe chemie, 1976.

https://web.archive.org/web/20190820190416/https://www.spectrosci.com/products-for-fluid-analysis/